# مايك راي
مايك راي هو سياسي كندي، ولد في 27 أغسطس 1936 في هاميلتون في كندا. حزبياً، نشط في الحزب الليبرالي في أونتاريو ‏. وقد انتخب عضو برلمان مقاطعة أونتاريو.